# Бакланові
Бакланові (Phalacrocoracidae) — родина водних птахів ряду сулоподібних (Suliformes), що складається з від 1 до 3 родів і від 8 до 40 видів. За останні роки в класифікації цієї родини відбулися значні зміни, в результаті число родів ряду задежить від джерела.

## Поширення
Баклани поширені на всіх континентах, крім Антарктиди. Найбільше біорізноманіття виявлено в тропіках і в південному помірному поясі. Баклани відсутні в Центральній та Північній Азії, у значній частині Канади та у великих континентальних посушливих регіонах.
Серед бакланів багато ендеміків, які трапляються виключно на невеликих островах, зокрема на Галапагосі, Сокотрі, Чатем та багатьох субантарктичних островах. Однак інші види мають надзвичайно великі ареали поширення; наприклад, баклан великий майже космополіт.

## Класифікація
Родина містить 42 види у трьох родах:
- Leucocarbo (15 видів)
- Microcarbo (5 видів)
- Phalacrocorax (22 види)